# 截螺科
截螺科（學名：Truncatellidae），又名斷殼蝸牛科、斷尾蝸牛科或柱螺科，是一種體型細小、水陸兩棲的半海洋型腹足纲微小软体动物的科。有鳃和螺厣，但多為已退化。

## 形態描述

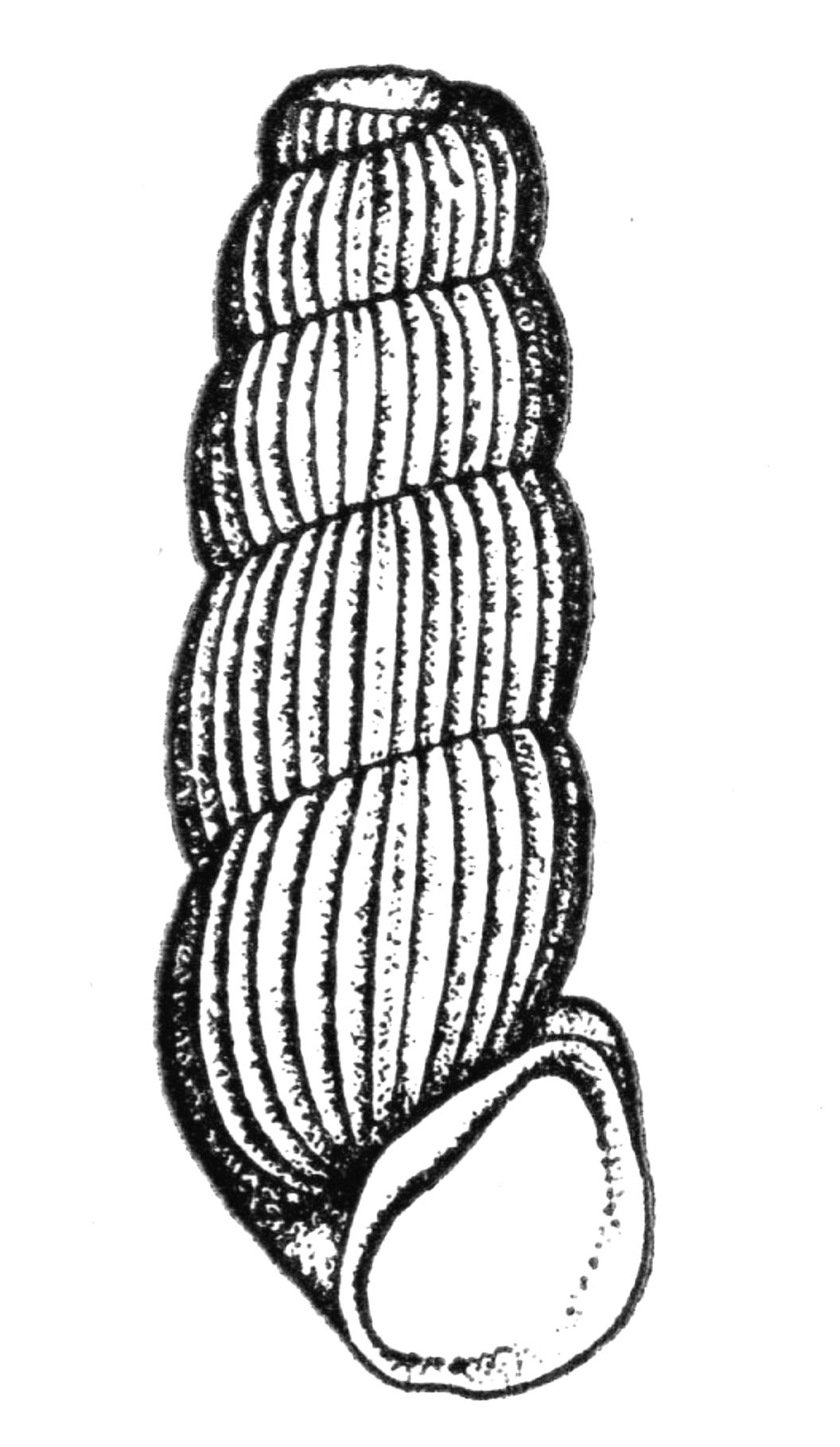
Truncatella bilabiata的螺殼的繪圖

本科物種的螺殼多為小型，螺層數多，成體的殼頂在成長時通常都會斷裂，所以其外形時常呈斷裂的長圓筒形。殼臍封閉。

## 分佈
本科物種廣泛分佈分布全世界。

## 分類

### 亞科
根據世界海洋物种目录、2005年的《布歇特和洛克羅伊的腹足類分類》及2017年的《布歇特等人的腹足類分類》，截螺科的物種分類自1990年代以來都沒多大變化，計有兩個亞科、六個屬，分別如下：
- subfamily Truncatellinae Gray, 1840
- subfamily Geomelaniinae Kobelt & Möllendorff, 1897

### 屬
- Geomelaniinae亞科 Kobelt & Möllendorff, 1897[10]
  - Geomelania屬 L. Pfeiffer, 1845：本亞科的模式屬[8]
- 截螺亞科 Truncatellinae Stimpson, 1865[9]
  - Taheitia（英语：Taheitia） H. Adams & A. Adams, 1863[11][12]
  - 截螺屬（英语：Truncatella (gastropod)） Truncatella（英语：Truncatella (gastropod)） Risso（英语：Antoine Risso）, 1826[11]：本科及亞科的模式屬[8][9]。
    - Blandiella Guppy, 1871：被視為截螺屬的異名；
- 亞科地位未定
  - Eosopyrgula Yu, 1983 †
  - Glibertiella屬 Schlickum, 1968 †
  - Nystia（英语：Nystia）屬 Tournouër, 1869 †
  - Obtusospira Yü, 1977 †
  - Sandbergerina屬 Kadolsky, 1993 †

其他異名：
- Albertisia Issel, 1880：被視為截螺屬的異名；
- Fidelis Risso, 1826：被視為截螺屬的異名；
- Glaucothoe Leach in Gray, 1852：被視為截螺屬的異名；
- Staadtia Schlickum, 1961 †：被視為Nystia Tournouër, 1869 †的次異名。

## 棲息地
不同種類棲息環境也不同，可棲息水域、陸地，或水陸交界處，於高潮線附近或以上的碎石地、幼細的沉質及腐殖質表面。其中截螺屬（Truncatella，又名斷殼蝸牛屬）多分佈於海邊，而Geomelania 屬則完全棲息於陸地。

## 生命週期
本科物種雌雄異體，受精卵被產於卵筴內，而卵筴一般都附着於碎屑上。

## 外部連結
- Truncatellidae （页面存档备份，存于） on Discovery Life